# جادي تشن
جادي تشن (بالإنجليزية: Jade Y. Chen) (و. 1957  م) هي صحفية، ومؤلفة، وكاتِبة تايوانية، ولدت في تاي شانغ.

## التعليم
تعلمت في جامعة الثقافة الصينية، ومدرسة الدراسات العليا في العلوم الاجتماعية.